# Muzeum Haliny Poświatowskiej

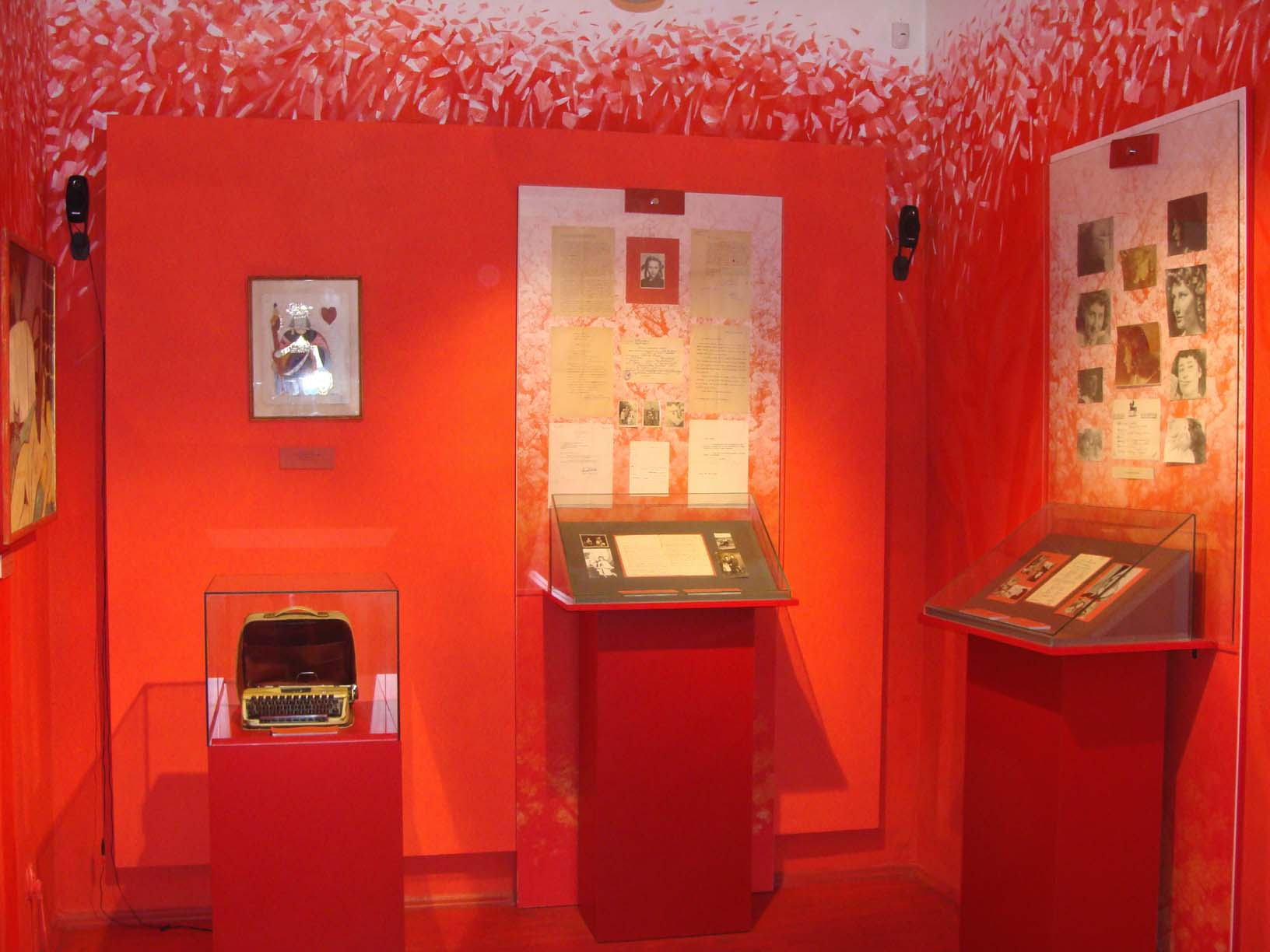
Sala czerwona

Muzeum Haliny Poświatowskiej (pełna nazwa: Dom Poezji – Muzeum Haliny Poświatowskiej) – oddział Muzeum Częstochowskiego, mieszczący się w dawnym domu Haliny Poświatowskiej przy ulicy Jasnogórskiej 23 w Częstochowie. Muzeum zostało otwarte dla zwiedzających 9 maja 2007.

## Ekspozycja
Ekspozycja mieści się w trzech głównych salach. Zgromadzone zostały przede wszystkim pamiątki, takie jak zdjęcia, listy, książki. Na planszach zaprezentowano wiersze poetki. Całość ekspozycji jest podzielona na dwie zasadnicze części odróżniające się kolorystyką – dwie sale zielone i salę czerwoną, przy czym ekspozycja w salach zielonych traktuje głównie o twórczości artystki, a w sali czerwonej – o jej życiu prywatnym.
Ekspozycja w sali czerwonej została umieszczona w sześciu gablotach tematycznych:
- gablota pierwsza – okres dzieciństwa
- gablota druga – okres małżeństwa z Adolfem Poświatowskim
- gablota trzecia – eksponaty związane z operacją serca przeprowadzoną w Stanach Zjednoczonych
- gablota czwarta – okres studiów poetki
- gablota piąta – okres życia poetki w Krakowie
- gablota szósta – okres życia poetki w Częstochowie, zawiera również materiały poświęcone ostatnim podróżom i przyjaciołom poetki

Ekspozycja w pierwszej sali zielonej składa się z dwóch gablot prezentujących jej twórczość w formie książkowej. W drugiej sali zielonej można obejrzeć prezentację multimedialną zdjęć poetki, a także nagrania jej głosu i piosenek stworzonych na podstawie jej wierszy.